# Teki Dervishi
Teki Dervishi, född 16 januari 1943 i Gjakova, Jugoslavien, död 29 juni 2011 i Pristina, Kosovo, var en albansk roman- och pjäsförfattare.
Efter studier vid universitet i Pristina arbetade Dervishi som lärare på landsbygden. Han arbetade även som journalist hos Flaka e vëllazërimit (på svenska; Broderskapets flamma). Efter krigets slut i Kosovo fick han anställning som direktör för landets nationalteater.